# NGC 4293
إن جي سي 4293 (NGC 4293) هي مجرة عدسية في شمال كوكبة الهلبة. وقد اكتشفها لفلكي الإنكليزي وليام هيرشل في 14 مارس عام 1784، الذي وصفها بأنها  «كبيرة، موسعة، بطول 6 أو 7'». تقع هذه المجرة إلى شمال غربي النجمة 11 من الهلبة وهو عضو بمجموعة مجرات برج العذراء. من المفترض أنها تبعد نفس مسافة رج العذراء نفسها، أي حوالي 54 مليون سنة ضوئية. تغطي المجرة مساحة ظاهرية  تصل إلى 3.1 في 5.3 دقيقة قوسية.